# Josef Ludwig Alois von Hommer
Josef Ludwig Alois von Hommer (Coblenza, 4 aprile 1760 – Treviri, 11 novembre 1836) è stato un vescovo cattolico tedesco.

## Biografia
Fu il primo vescovo di Treviri eletto dopo la riforma della diocesi del 1821. La sua nomina fu proposta da Federico Guglielmo III e confermata nel 1824 da papa Pio VI.

## Genealogia episcopale e successione apostolica
La genealogia episcopale è:
- Vescovo Johannes Wolfgang von Bodman
- Vescovo Marquard Rudolf von Rodt
- Vescovo Alessandro Sigismondo di Palatinato-Neuburg
- Vescovo Johann Jakob von Mayr
- Vescovo Giuseppe Ignazio Filippo d'Assia-Darmstadt
- Arcivescovo Clemente Venceslao di Sassonia
- Arcivescovo Massimiliano d'Asburgo-Lorena
- Vescovo Kaspar Max Droste zu Vischering
- Vescovo Josef Ludwig Alois von Hommer

La successione apostolica è:
- Arcivescovo Ferdinand August von Spiegel zum Desenberg und Canstein (1825)
- Vescovo Johann Heinrich Milz (1826)
- Vescovo Nicolas-Alexis Ondernard (1828)
- Vescovo Wilhelm Arnold Günther, O.Praem. (1834)